# 劣化ウラン弾
劣化ウラン弾（れっかウランだん、Depleted uranium ammunition、略称DU）とは、弾体として劣化ウランを主原料とする合金を使用した弾丸全般を指す。
劣化ウランの比重は約19と大きく、鉄の2.5倍、鉛の1.7倍である。そのため合金化して砲弾に用いると、同サイズ、同速度でより大きな運動エネルギー（質量に比例する）を得られるため、主に対戦車用の砲弾・弾頭として使用される。

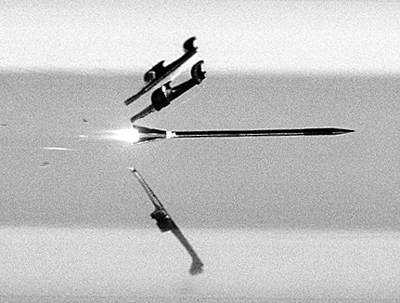
対戦車用砲弾であるAPFSDSのサボが分離する瞬間。この弾芯（中心のダーツ状の棒）の材質が砲弾の効力を非常に大きく左右する。

## 概要
劣化ウランはウラン鉱石を精製した後の純粋ウランからウラン濃縮を行い核燃料としての低濃縮ウラン燃料を得た後に残る残渣であり、原子力発電所から発生する廃棄物とは発生経路が異なる。成分はいくつかの放射性同位体が混ざった純粋ウランである。原材料の天然ウランの性質から半減期が数億年〜数十億年と長く、弱い放射線を放出する。
劣化ウランは、現実的に調達可能な物質の内では比重が最も大きいので、目標物を貫通する事を目的とした銃砲弾の弾芯の素材に適している。この弾芯に劣化ウランを用いた銃砲弾を劣化ウラン弾と呼称する。アメリカ合衆国、イギリス、フランス、ロシア、中国、カナダ、スウェーデン、ギリシャ、トルコ、イスラエル、サウジアラビア、ヨルダン、バーレーン、エジプト、クウェート、パキスタン、タイ、台湾、韓国などが劣化ウラン弾を軍用配備している。銃砲弾だけでなく戦車など装甲車両の装甲板に劣化ウランを含有させれば防御効力が高まることから、M1エイブラムスにおいては追加装甲を含めて車体装甲に活用されている。
劣化ウラン弾が実用化される以前はタングステンが同様の理由で採用されており、現在でも欧州（イギリス・フランス・ロシア・スウェーデン・ギリシャを除く）や日本では調達性や安全性から対戦車弾や大型ガトリング砲にタングステン弾を使用している。タングステンに比べて劣化ウランは原料コストこそ安価であるものの、劣化ウランの特性から加工に高い技術と費用、さらに安全対策費とを要する。にもかかわらず米英露中が劣化ウラン弾を製造し配備しているのはそのコストに見合う性能を持つためであると軍事専門家は述べている。また、タングステンは資源が極端に中国に偏在しているという調達性における問題を抱えている。
一方、劣化ウラン弾は目標命中時やセルフ・シャープニング効果発生時に微粉末化され、さらに燃焼により酸化ウランに化合されて周囲に飛散するため、戦闘員だけに限定されず、戦闘区域外の生物が呼吸器から吸収してしまうおそれがある。この時、重金属としての化学毒性に加え、微量ながら含まれる放射性同位体（234Uなど）による内部被曝が発生する危険性もあり、いわゆる「ダーティ・ボム」の亜種となりうることからその安全性において国際的に懸念されている。また、一次的に接触しなくとも地面に堆積した酸化ウランが土壌や水源を汚染し、人体や環境に長期的な悪影響を及ぼすリスクも抱えている。
2023年9月、前年から始まったロシアのウクライナ侵攻を受けて、アメリカはウクライナに対し劣化ウラン弾の供与を決定。これに対してロシアは、環境への影響をあからさまに無視する「犯罪行為」であるとして供与決定を非難したが、アメリカ国防総省は反論。アメリカ疾病対策センターは劣化ウラン弾の発がん性を示す証拠はないとしたことを指摘した上で、世界保健機関もウランや劣化ウランにさらされた後に白血病などのがんが増加した例は確認されていないと報告していること、国際原子力機関でさえ劣化ウランへの暴露とがんの増加、健康や環境への重大な影響との間に立証された関連性はないとしていることに言及した。

## 特徴

### セルフ・シャープニング
劣化ウラン弾は目標の装甲板に侵徹する過程で先端部分が先鋭化しながら侵攻する自己先鋭化現象（セルフ・シャープニング現象）を起こす。このため一般的な対戦車用砲弾であるタングステン合金弾よりも高い貫通能力を発揮し、劣化ウランの侵徹性能は密度の違いも含めてタングステン合金よりも10%程優れているとされる。

### 焼夷効果
劣化ウラン弾やタングステン弾が命中すると砲弾の持つ運動エネルギーが熱エネルギーへと変換される。これは侵徹体金属の結晶構造が変形して高温を発するためであり、摩擦で発生する熱はあまり関与していない事が判明している。
劣化ウラン弾は穿孔過程で侵徹体の先端温度が1,200度を越えて融解温度に達する。装甲板を貫通した後で侵徹体の溶解した一部が微細化して撒き散らされる。金属ウラン成分は高温下で容易に酸素と結びついて激しく燃焼するため、劣化ウラン弾は焼夷効果を発揮する。
この性質のために、劣化ウラン弾は鍛造加工できないので不活性ガス中で低速切削加工により製造される。

## 毒性
劣化ウラン弾は以下の2つの点で人体に被害を与える恐れがあるため、実戦や演習・射撃訓練で劣化ウラン弾を使用し、自然環境に劣化ウランを放散させることの是非について、たびたび議論される。

### 重金属毒性
ウランは化学的な毒性を持つ重金属である。

### 放射性
劣化ウランは、主体を占めるウラン238、ウラン濃縮過程で取りこぼされたウラン235、それらの子孫核種からなっており、放射能を持つ放射性物質である。
劣化ウランの比放射能は14.8 Bq/mgであり、天然ウランの25.4 Bq/mgと比較すると約6割と低い。

## 価格
劣化ウラン弾はタングステン弾に比べて原料費が安い分製品価格も安価であるという誤解が散見されるが、前述のように加工コストが莫大なために、納入価格はタングステン弾とさほど変わらない。なお劣化ウラン弾の価格についてはAPFSDSを参照のこと。

## 使用しているとされる兵器

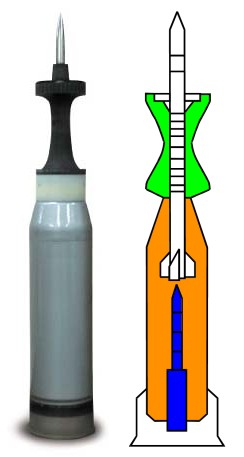
M829E3砲弾とその構造（右）。白で示された矢状の飛翔体の中心にウラニウム合金製の侵徹体(弾芯)が収納されている。

PGU-14/B
アメリカ空軍の30ミリ砲弾。約 300g の貫通芯のうち 99.25% が劣化ウラン。フェアチャイルドA-10AサンダーボルトII攻撃機 のGAU-8/Aで使用される。
M735A1
アメリカ陸軍105ミリ砲弾。約 2.2kg の劣化ウラン貫通体を持つ。M1戦車およびM60パットンの主砲が使用。
M774
約 3.4kg の劣化ウラン貫通体を持つ。使用は M735A1 に準じる。
M829・M829E1・M829E2
約 4.9kg の劣化ウラン貫通体を持つ。アメリカ陸軍の120ミリ砲弾。M1A1戦車およびM1A2戦車の主砲が使用。
M833
約 3.7kg の劣化ウラン貫通体を持つ。アメリカ陸軍の105ミリ砲弾。EX35 の105ミリ砲のシステムで使われる。
XM919
約 85g の劣化ウラン貫通体を持つ。アメリカ陸軍の25ミリ砲弾。主としてM2ブラッドレー歩兵戦闘車で使われる。
XM900E1
約 10kg の劣化ウラン貫通体を持つ。アメリカ陸軍の105ミリ砲弾。
MK149-2 20ミリ砲弾
艦艇のファランクス対空迎撃システムに利用。使用は Block0 のみ。1988年以降タングステン弾芯に移行。
これら以外にも、防御用としてM1A1(HA)戦車、M1A2戦車の装甲用構成部品として劣化ウラン装甲が使用されている。
トマホーク巡航ミサイルにも劣化ウランが使われているとの疑惑があったが、1999年に米国防総省が不使用を明言しており、事実トマホークのステルス性や誘導性に悪影響を及ぼしかねないため、標準搭載する必要性はない。新型のタクティカル・トマホークの地下貫通型については使用されている可能性があるものの、2005年春の時点では未配備であるため確認は取れていない。
バンカーバスターにおいては、BLU-109/B についてロッキード社の特許申請書において劣化ウランの採用が明記されている。
概要に記載されているとおり、アメリカ以外ではイギリス、フランス、ロシア、中国、カナダ、スウェーデン、ギリシャ、トルコ、イスラエル、サウジアラビア、ヨルダン、バーレーン、エジプト、クウェート、パキスタン、タイ、台湾、韓国などが劣化ウラン弾を配備している。
このうちイギリスは、主力戦車チャレンジャー2の近代化改装に伴う主砲換装に伴い、ラインメタル社の55口径120mm滑腔砲を搭載する見込みであったことから、使用砲弾に砲製造会社の純正品を用いる方針により劣化ウラン弾の新規生産を停止した。予算不足により長らく滞っていた主砲換装計画であったが、2021年5月、チャレンジャー2→チャレンジャー3のアップグレードが発表されるとともに搭載砲がラインメタルのL/55A1に決定されたため、既存車両の退役にしたがって主力戦車の主砲弾として配備されている劣化ウラン弾は順次廃棄されてゆく見込みである。
ドイツ（旧西ドイツ）は、環境汚染を理由に冷戦時代から今日までレオパルト2戦車でタングステン砲弾を使用し続けている。
日本の自衛隊も2014年の時点ではタングステン砲弾を配備しており、劣化ウラン弾は保持していない。海上自衛隊が保有する護衛艦の一部に搭載されている対空迎撃システム、ファランクス CIWS の最初の量産モデルである Block0 のメーカー純正弾頭には劣化ウラン弾が採用されていたが、海上自衛隊では弾薬を国産化し、アメリカ製の劣化ウラン弾は当初（くらま搭載時）より使用していない。また、アメリカにおいても後継の量産モデルである Block1（1988年）からは劣化ウラン弾の使用を止めている。

## 実戦での使用実績
1991年の湾岸戦争で、米軍がイラク戦車部隊に使用した。使用量は公式には約300トンである。
その後、NATO による PKF 多国籍軍がボスニア紛争およびコソボ紛争に介入し、ボスニアで約1万発、コソボでは約3万発の劣化ウラン弾を使用したことを公式に認めている。
また、2003年3月以降のイラク戦争でも、米軍は劣化ウラン弾を大量に使用したといわれている。人道支援・戦後復興支援のためにイラクに派遣された陸上自衛隊が駐留したサマーワ郊外においても、米軍がイラク戦争時に使用したものとみられる劣化ウラン弾が複数発見されている。
2015年11月16日と22日、米軍はISへのA10攻撃機によるISの石油タンクローリーの車列を標的とした空爆において対戦車用の劣化ウラン弾を使用した。

## 健康被害
劣化ウラン弾頭が着弾し、あるいは劣化ウラン装甲に被弾することによって劣化ウランが燃焼すると、酸化ウランの微粒子となり周囲に飛散する。これが体内に取り込まれた場合、内部被曝や化学的毒性による健康被害を引き起こすとして、その影響が懸念されている。
湾岸戦争後の米軍の帰還兵などに「湾岸戦争症候群」と呼ばれる健康被害が確認されており、劣化ウランがその原因の一つではないかとする説がある。また過去にも劣化ウラン弾頭が使用されたボスニアやコソボ等の地域においては、白血病の罹患率や奇形児の出生率が増加した等と主張する健康被害が報告されている。
これらの懸念や報告に対して、劣化ウラン弾頭や劣化ウラン装甲を使用する当事者であるアメリカ政府は反論し、劣化ウラン弾による健康被害を否定、さらにこれら症状は劣化ウラン弾による影響ではなく、フセイン政権がかつて用いた化学兵器の残留物の影響という公式見解を発表した。
また「湾岸戦争症候群」についても、イラク軍による油田破壊によって放散した化学物質の影響や、戦争前に兵士に投与された対化学戦用ワクチンの副作用によるものであるとする説もある。湾岸戦争に限定したそれらの説に加え、ボスニアやコソボを含む「白血病の罹患率や奇形児出生率の増加」に関するデータも、当事者として医療現場が主張する統計的な根拠や信頼性に対しては疑問があり、UNEP の公式報告書でも、ボスニア・コソボにおける劣化ウラン弾使用の放射線による影響を懸念・重要視しておらず、WHO は UNEP の収集したデータを基に「DU が紛争で使われた地域の住民や滞在していた民間人に対して、DU 毒性に関する医学的スクリーニングを行う健康上の理由はない」と結論づけている。これらは主に、DUの汚染が現場から数十m単位に限局されており一般住民が継続的にDUに曝露される可能性が極めて低いことが理由である。ただし、WHOは食物や地下水への汚染物質蓄積による食物連鎖への影響など、環境への影響は懸念を示している。
これらの指摘・症状と劣化ウランとの因果関係の証明には、疫学的に有意なデータを得るだけでも膨大なサンプル数の確保と時間が要求されるため、標本の量・質とも決定的に不足している現段階では因果関係の結論を出すのは困難であるという指摘がある。また、性質上その被害が発展途上国に集中しやすく、軍事衝突でのみ被害が発生するため、企業による研究資金の拠出がほとんどないこともこの分野の研究の困難さに拍車をかけている。
また、環境・人体への悪影響が懸念される以上、少なくとも安全性を明確に確認するまでは予防原則に基き保有および行使は規制・禁止されるべきであるとする慎重な指摘もある

## 環境への影響
- 1995年 - 1996年、沖縄県鳥島射爆撃場にて、アメリカ軍により劣化ウラン弾1520発が誤射された。都合4度にわたり弾頭の回収が試みられたが、総重量188.4kg相当分の弾頭が回収されておらず、汚染された状態が継続している[9]。